# Адлейба, Игорь Отарович
Игорь Отарович Адлейба (род. 20 июня 1998 года, Сухум, Абхазия) —
российский боксёр-профессионал, выступавший в полусредней весовой категории. Чемпион мира по версии WBO среди молодежи , обладатель Кубка мира по кикбоксингу, кандидат в мастера спорта России, мастер спорта Республики Абхазия международного класса, многократный чемпион Абхазии и международных турниров

## Биография
Адлейба Игорь родился в Сухуме. У него есть старший брат и сестра. Его мама уже более 30 лет работает в городской больнице.
Когда Адлейбе было 9 лет, его отец решил отправить его в секцию бокса Детско- юношескую спортивную школу в Сухуме. Там он начал заниматься боксом, параллельно осваивая и кикбоксинг. В возрасте 15-16 лет он выиграл кубок мира по фул-контакту среди юношей и имеет звание КМС России.
После окончания школы Игорб поступил в Абхазский государственный университет, выбрав направление физической культуры и спорта.
С самого детства отец Адлейбы много рассказывал ему о боксе и показывал легендарные поединки профессиональных боксеров, таких как Майк Тайсон, Мухаммед Али и Роберто Дюран. Именно отсюда и появилась любовь к боксу.

## Профессиональная карьера
Дебютировал в профессиональном боксе в 2017 году в Сухуме . Первые три боя провел бесплатно. Первый гонорар получил в размере 30 тысяч рублей, это был четвёртый бой который провел в RCC Boxing Promotions после подписания контракта и уже в 2019 году выиграл пояс чемпиона мира WBO среди молодежи